# Butler megye (Ohio)
Butler megye az Amerikai Egyesült Államokban, azon belül Ohio államban található. Megyeszékhelye Hamilton. Lakosainak száma 390 357 fő (2020. április 1.). Butler megye Preble, Hamilton, Montgomery, Warren, Dearborn, Franklin és Union megyékkel határos.

## Népesség
A megye népességének változása:
| Lakosok száma | 369 089 | 370 296 | 370 959 | 371 272 | 376 353 | 390 357 |
|               | 2010    | 2011    | 2012    | 2013    | 2015    | 2020    |